# Antoine Casenobe
Antoine Casenobe, né à Saleilles (Pyrénées-Orientales) le 3 novembre 1914 et mort à Alger le 26 février 1943, est un aviateur français de la Seconde Guerre mondiale ayant remporté 7 victoires en combats aériens, dont une des deux premières du conflit. 

## Début de carrière
Antoine Casenobe se passionne très jeune pour l'aviation et est breveté pilote en 1934. Il est affecté à la 33e escadre de reconnaissance puis rejoint le groupe de chasse (GC) II/4, à sa création, le 15 mai 1939. Au moment de la déclaration de guerre, le 3 septembre 1939, il est sergent-chef à la 3e escadrille basée à Xaffévillers. La SPA 160 « Diable Rouge » est équipée de chasseurs américains Curtiss H.75-A2.

## Victoires pendant la bataille de France

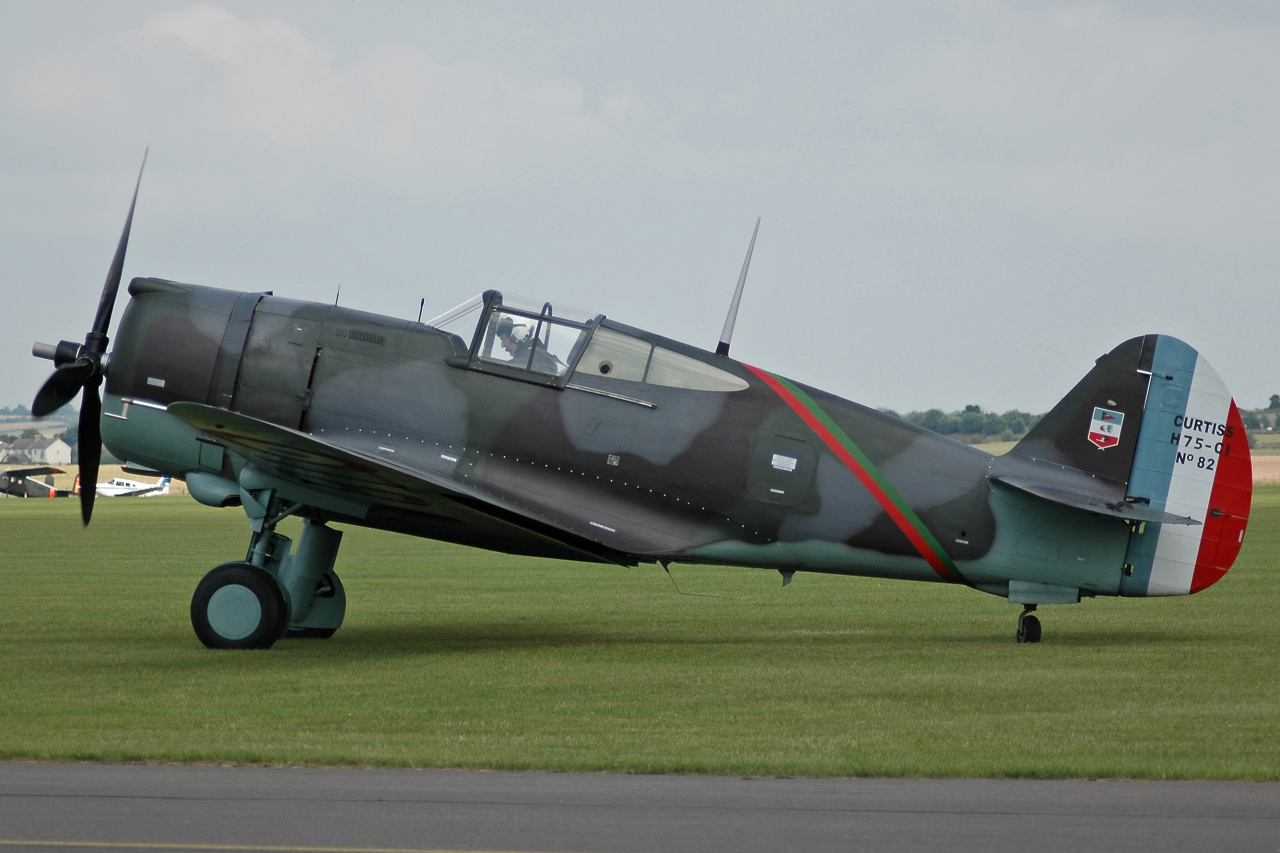
Un Curtiss H.75A-1 restauré

Dans l'après-midi du 8 septembre 1939, une patrouille d'escorte de cinq H.75 est attaquée par plusieurs Messerschmitt Bf 109 allemands. L'adjudant Pierre Villey et le sergent-chef Antoine Casenobe abattent chacun un appareil ennemi au-dessus de Auerbach-Schaidt (Allemagne), offrant ainsi à l'escadrille les deux premières victoires obtenues au cours du premier combat aérien de la bataille de France.
À cette première victoire éclatante, six autres viennent s'ajouter, portant son score à 2 victoires individuelles et 5 en association avec d'autres pilotes, le faisant entrer dans le club des As de l'aviation totalisant un minimum de 5 victoires homologuées. 
- le 21 novembre 1939, il abat un Messerschmitt Bf 109 aux environs de Pirmasens (Allemagne) ;
- le 15 mai 1940, il abat un Henschel Hs 126 au-dessus de la forêt de Signy-l'Abbaye ;
- le 15 mai 1940, il abat un Messerschmitt Bf 109 dans la région de Flosse-Feorennes (Belgique) ;
- le 16 mai 1940, il abat un Dornier Do 17 entre Fismes et Reims ;
- le 16 mai 1940, il abat un Messerschmitt Bf 110 entre Fismes et Reims ;
- le 9 juin 1940, il abat un Messerschmitt Bf 109 au-dessus de Morionvilliers.

L'as allemand Otto Bertram revendique avoir abattu, le 20 avril 1940 au-dessus de Saint-Avold, un H.75-A2 no 189 piloté par le sergent-chef Casenobe. Cette victoire n'a jamais été homologuée. Toutefois Casenobe a bien été touché à cette date comme le relate le journal de marche du GC II/4 d'avril 1940 :
« Casenobe s'est posé train rentré sur le terrain, avec un obus sous le fuselage, à l'aplomb du bord de fuite, qui lui a pulvérisé la batterie, sectionné un aileron et coupé la direction. »
Antoine Casenobe aura effectué 31 missions pendant la « drôle de guerre » comprise entre le 3 septembre 1939 et le 9 mai 1940, et 35 autres missions pour la période allant du 10 mai au 15 juin 1940. Le groupe de chasse II/4 commence alors à se replier vers le sud devant l'avance allemande, traverse la Méditerranée et se regroupe le 20 juin à Meknès au Maroc, 2 jours avant la signature de l'armistice du 22 juin 1940.

## L'Afrique du Nord

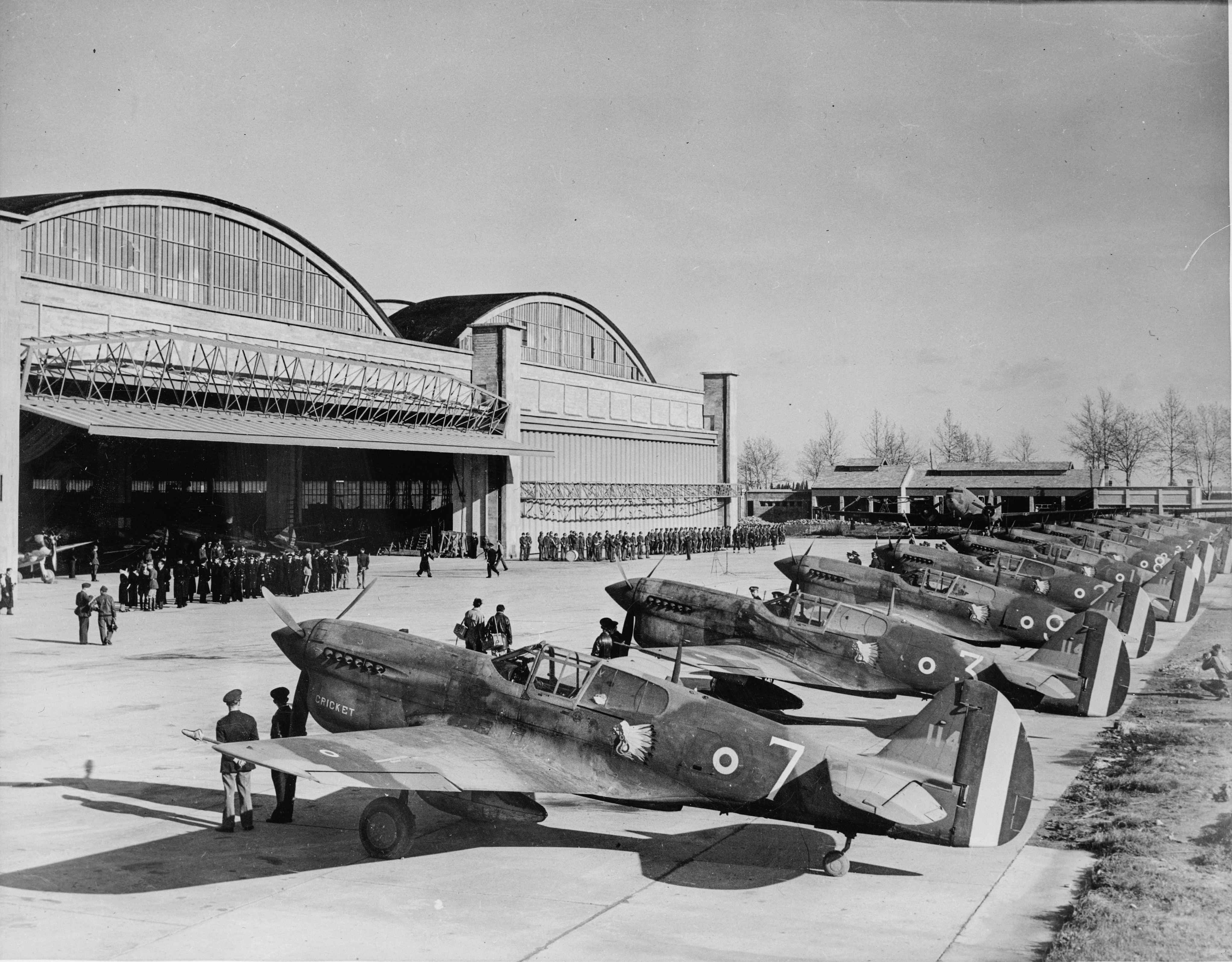
Remise des Curtiss P-40 F au groupe La Fayette en janvier 1943

Son groupe de chasse ayant été dissout en août 1940, Antoine Casenobe est affecté à la 1re escadrille du GC I/5, puis à la troisième escadrille du GC II/5. Le débarquement des Alliés dans les territoires français d'Afrique du Nord, le 8 novembre 1942, lui permet de reprendre le combat contre les envahisseurs. Il est nommé adjudant aviateur au groupe de chasse La Fayette 
basé à Médiouna, près de Casablanca, au Maroc. Ce groupe, dont les H.75 ont été détruits lors du bombardement allié du 9 novembre, est rééquipé par les américains avec des Curtiss P-40 F à partir du 25 novembre 1942. Casenobe participe à la campagne de Tunisie en janvier et février 1943.

## Mort accidentelle
Le 23 février 1943 à l'aube, l'escadrille doit évacuer le terrain d'aviation de Kalâa Djerda en Tunisie menacé par l'avancée des chars de l'Afrika Korps. Les mauvaises conditions météo obligent les pilotes à se poser sur un terrain de fortune entre Batna et Biskra en Algérie. Le sol boueux fait capoter les P-40 de Marcel Vernier et d'Antoine Casenobe. Si Vernier s'en sort sans blessure grave, Casenobe est victime d'une fracture de la colonne vertébrale. Il décède le 26 février 1943 à l'hôpital militaire Maillot à Alger. Marié et père d'une petite fille, il repose au cimetière d'Alénya.

## Décorations et hommages
- Chevalier de la Légion d'honneur à titre posthume
- Croix de guerre 1939–1945 avec palmes
- Médaille militaire
- Huit citations

- La ville de Saleilles a donné son nom à un boulevard